# Fatmir Besimi
Fatmir Besimi (mac. Фатмир Бесими; ur. 18 listopada 1975 w Skopju) – północnomacedoński polityk pochodzenia albańskiego. Pełnił funkcję wicepremiera w rządzie Emiła Dimitriewa; w kwietniu 2016 roku podał się do dymisji.

## Publikacje
- The Western Balkans in the EU: To be or not to be? (2010)[2]
- Energy Community - a role model for EU integration (2011)[3]